# Lino Lai
Angelo Lai, noto come Lino (Cagliari, 12 luglio 1920 – Cagliari, 6 gennaio 2018), è stato un politico e avvocato italiano.

## Biografia
Cresciuto nel quartiere di Stampace, dopo la laurea in giurisprudenza diventò procuratore delle imposte a Oristano, per poi iniziare la sua carriera di avvocato che porterà avanti per tutta la sua vita.

### La carriera politica
La sua carriera politica ebbe inizio nel 1960 al comune di Cagliari, dove svolse vari ruoli: prima come consigliere comunale nel 1960, Assessore allo sport fino al 1969 e sindaco subito dopo. Fu lui a dare il via ai lavori per lo stadio Sant’Elia nel 1965, e sempre lui a inaugurarlo, da primo cittadino, nel 1970. Ricoprì la carica di primo cittadino del capoluogo sardo dal 10 agosto dello stesso anno al 10 aprile dell'anno successivo.
Fece costruire, inoltre, il Palazzetto dello Sport di via Emanuele Pessagno e proprio là a fianco la palestra di pugilato, opere di cui sempre andò particolarmente fiero.
Fu senatore della Repubblica nelle file della Democrazia Cristiana per due legislature, dal 1979 al 1987, membro della Commissione Finanze, della Commissione Istruzione e della Commissione Sanità.

### Vita privata
Abitò nel quartiere di Monte Urpinu.
Sposato con Francesca Pazzaglia (sorella di Alfredo Pazzaglia), con cui ebbe quattro figli.
Angelo Lai fu anche consigliere di amministrazione dell’Università degli Studi di Cagliari, presidente del conservatorio Giovanni Pierluigi da Palestrina e del Teatro Lirico.
Si è spento a Cagliari all'età di 97 anni, i funerali si sono svolti nella chiesa dei Santi Giorgio e Caterina.